# Fullt hus igen
Fullt hus igen (engelska: Cheaper By The Dozen 2) är en amerikansk komedifilm från 2005 regisserad av Adam Shankman. Filmen är uppföljaren till Fullt hus som kom 2003. Filmen släpptes på DVD den 16 augusti 2006 i Sverige.

## Handling
Återigen får vi följa med familjen Baker. Den här gången åker de på semester. Vilket inte går helt smärtfritt när man är två föräldrar och har tolv barn, där äldsta dottern är gravid. Inte blir det bättre av att den gamla ärkefienden bor tvärs över sjön och stoltserar med åtta närmast perfekta och väluppfostrade barn.

## Rollista (urval)
- Steve Martin – Tom Baker
- Eugene Levy – Jimmy Murtaugh
- Bonnie Hunt – Kate Baker
- Tom Welling – Charlie Baker
- Piper Perabo – Nora Baker-McNulty
- Carmen Electra – Sarina Murtaugh
- Jaime King – Anne Murtaugh
- Hilary Duff – Lorraine Baker
- Taylor Lautner – Eliot Murtaugh
- Alyson Stoner – Sarah Baker
- Jonathan Bennett – Bud McNulty
- Jacob Smith – Jake Baker
- Liliana Mumy – Jessica Baker
- Morgan York – Kim Baker
- Kevin Schmidt – Henry Baker
- Forrest Landis – Mark Baker
- Brent Kinsman – Nigel Baker
- Shane Kinsman – Kyle Baker
- Blake Woodruff – Mike Baker
- Alexander Conti – Kenneth Murtaugh

### Svenska röster
- Jonas Bergström – Tom
- Annica Smedius – Kate
- Elina Raeder – Lorraine
- Jasmine Heikura – Sarah
- Christopher Wollter – Charlie
- Jesper Adefelt – Henry
- Emil Smedius – Jake
- Matilda Smedius – Jessica
- Blenda Nyman – Kim
- Robin Bivefors – Kyle och Nigel
- Daniel Andersson – Mark
- Jacob Bergström – Mike
- Anna Nordell – Nora
- Johan Svensson – Bud
- Johan Hedenberg – Jimmy
- Lizette Pålsson – Sarina
- Jenny Wåhlander – Anne
- Love Bergström – Eliot
- Linus Hallström – Kenneth
- Niclas Fransson – Mike Romanov
- Översättning – Lasse Karpmyr, Johan Wilhelmsson
- Regi och tekniker – Christian Jernbro, Oskar Skarp
- Svensk version producerad av KM Studio AB[1]